# Love Land

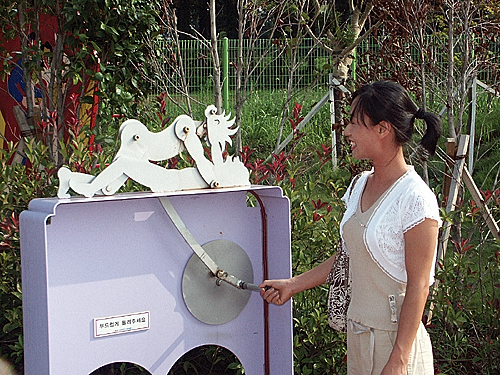
Женщина осматривает интерактивную скульптуру

Love Land (Jeju Loveland, Лав Лэнд) — скульптурный парк под открытым небом на острове Чеджудо, Южная Корея. Основной темой парка является сексуальность в различных её проявлениях. В парке представлены 140 скульптур, демонстрирующих людей в различных сексуальных позах. Демонстрируются образовательные фильмы.

## История
После окончания корейской войны остров Чеджудо стал популярным направлением отдыха корейских семей во время их медового месяца. Поскольку в корейском обществе до последнего времени были распространены браки, заключаемые по договору родителями молодожёнов, во время свадебного путешествия происходило их первое близкое знакомство. Поэтому на острове Чеджу создано большое количество заведений, посвящённых сексуальному образованию.
В 2002 году выпускники Сеульского университета Хонгик начали создавать скульптуры для парка, открытие которого произошло 16 ноября 2004 года.
Парк можно осмотреть примерно за час, имеется дополнительная сменная экспозиция.
Для посещения парка необходимо быть старше 18 лет.